# Németország Szociáldemokrata Pártja
Németország Szociáldemokrata Pártja (németül: Sozialdemokratische Partei Deutschlands, SPD) a legrégebbi ma is létező párt Németországban és a világ egyik legrégebbi pártja, 1863-ban jött létre. Több mint 600 000 tagjával Németország legnagyobb tagságú politikai szervezete.
A párt a munkásmozgalomban gyökerezik és korábban markánsabban szocialistaként definiálta magát. (Ma is tagja a Szocialista Internacionálénak.) A legutóbbi időkben, Gerhard Schröder vezetése alatt, neoliberális jegyeket is felvett és ideológiájaként a szociáldemokráciát vallja. Az SPD 35 évnél fiatalabb tagjait a Jusos ifjúsági szervezet tömöríti (Jungsozialisten in der SPD, azaz „Ifjúszocialisták az SPD-ben”).

## Elnevezése
Bevett magyar neve a Német Szociáldemokrata Párt, ami nem csak rövidsége miatt terjedt el, hanem azért is, mert a rendszerváltás előtti Magyarországon az MSZMP politikai álláspontja az volt, hogy távol kell tartani az országot a belnémet politikai vitáktól, amik az elnevezésekben is megjelentek. Ezért volt – keletnémet tiltakozás ellenére – az NDK állampártjának a hivatalos magyar neve Német Szocialista Egységpárt a pontosabb Németország Szocialista Egységpártja helyett, vagy Nyugat-Németország bevett magyar neve Német Szövetségi Köztársaság a Németországi Szövetségi Köztársaság helyett.

## Története

### A köztársaság előtt (1863–1918)

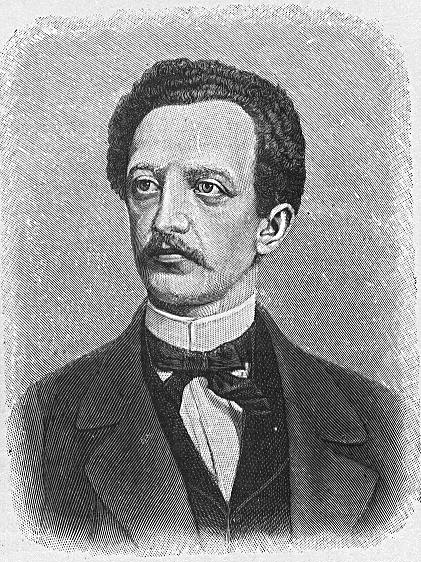
Ferdinand Lassalle

Az SPD 1863. május 23-ától számítja történetét: ekkor alapította Ferdinand Lassalle az Allgemeiner Deutscher Arbeiterverein (ADAV, Általános Német Munkásegylet) nevű pártot.
August Bebel és Wilhelm Liebknecht az 1869. augusztus 7. és 9. közt tartott Eisenachi kongresszuson hozta létre a Sozialdemokratische Arbeiterpartei nevű pártot (Szociáldemokrata Munkáspárt, amely 1875-ben (május 22–27., Gotha) egyesült az ADAV-val Sozialistische Arbeiterpartei néven (Szocialista Munkáspárt).

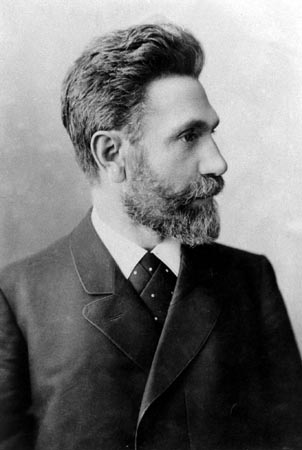
August Bebel

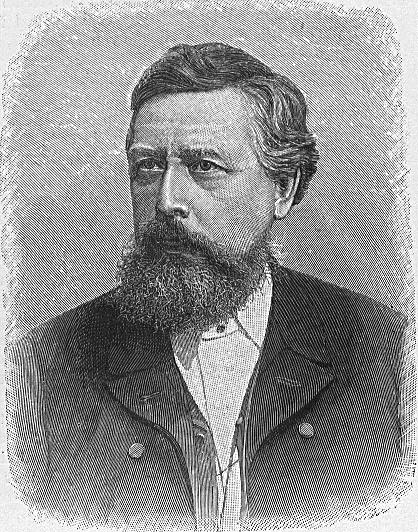
Wilhelm Liebknecht

1878-ban Otto von Bismarck kancellár az antiszocialista törvényekben törvényen kívül helyezte a pártot forradalompártoló és monarchiaellenes nézetei miatt, de 1890-ben ismét legalizálták. Ugyanebben az évben tért át a párt a Sozialdemokratische Partei Deutschlands (SPD) névre, amit máig használ.
Egyéni képviselőként politikusai még akkor is választhatóak voltak, amikor a párt illegális volt, így a párt egyre erősebbé vált, sőt 1912-re az SPD lett a legnagyobb parlamenti erő (de a császári Németországban ez nem jelentett jogot a kormányalakításra).
A betiltásra a párt radikalizálódással reagált: 1891-ben elfogadott erfurti programja keményebb volt az 1875-ös gothai programnál: az ország fő iparágainak államosítását követelte. Eduard Bernstein pártideológus anti-marxista nézetei és a Bebelt követő pártvezető Friedrich Ebert politikája a későbbiekben mégis növelte a párt lojalitását a császár és a birodalom iránt, így az SPD támogatta a Németországot az első világháborúba vezető politikát.

#### A pártszakadás
1917 januárjában a háború ellenzőit, köztük Rosa Luxemburgot, Karl Liebknechtet és Hugo Haaset kizárták a pártból. Az elszakadók külön pártot alapítottak (Unabhängige Sozialdemokratische Partei Deutschlands vagy USPD, "Németország Független Szociáldemokrata Pártja). Az USPD egyik szárnya volt a Liebknecht, Luxemburg és Clara Zetkin alapította, forradalmat sürgető Szpartakista Liga.
A német novemberi forradalom során 1918-ban Ebert a birodalmi hadsereg oldalára állt a felkelőkkel szemben. November 9-én Németország kancellárja lett (majd 1919 februárjában őt választották a weimari köztársaság első elnökévé).

### Weimari Köztársaság (1918–1933)
A forradalmat ellenző SPD és az 1918 decemberében jórészt az SPD-t elhagyó politikusok által alapított, a forradalmat támogató német Kommunista Párt (KPD) egymás elkeseredett politikai riválisaivá váltak.
Az SPD idomult a német háborús vereség után létrejött Weimari Köztársasághoz, sőt annak egyik alappillérévé vált. A Német Demokrata Párttal (DDP) és a Német Katolikus Középpárttal (Zentrum) együtt tagja lett a Weimari Koalíciónak. Ez nagy többséggel rendelkezett a Weimarban 1919-ben összeült alkotmányozó gyűlésben és így tulajdonképpen az új német parlamentáris demokrácia, a Weimari Köztársaság létrehozója lett. A KPD ezzel szemben ellenezte az új rezsimet.
A kommunisták megjelenése hosszabb távra is nehéz választás elé állította az SPD-t: ha radikálisabb politikát folytat, hogy kifogja a szelet a KPD vitorlájából, középosztálybeli szavazóit veszítheti el, ha viszont mérsékelt hangot üt meg, a munkások közt adhatja át a terepet a kommunistáknak.
A dilemmának az 1932-ben megválasztott új konzervatív kancellár, Franz von Papen vetett véget: július 20-án, bár neki magának alig volt támogatása a Reichstagban, menesztette az SPD-s Otto Braun vezette berlini porosz kormányt és ezzel nagy lökést adott a Weimari Köztársaság felbomlásának.
Miután Paul von Hindenburg elnök 1933. január 30-án Adolf Hitlert nevezte ki, az utolsó legalább részlegesen szabad német választáson, március 5-én az SPD a szavazatok 18,25%-át szerezte meg. A KPD-t törvényen kívül helyezték, képviselőit letartóztatták vagy száműzetésbe kényszerítették. Az SPD még büszke arra, hogy ők voltak az egyetlen párt a Reichstagban, amely március 23-án ellene szavazott a Hitlernek gyakorlatilag teljhatalmat biztosító felhatalmazási törvénynek. Szavazataik azonban nem voltak elegendőek, hogy megakadályozzák a kétharmados többséget igénylő törvény jóváhagyását. Nem sokkal később, július 14-én az SPD-t is betiltották.

### A náci időszak (1933–1945)
Az SPD sok tagját Hitler uralma alatt letartóztatták, vagy koncentrációs táborba küldték. Prágában elűzött SPD-sek emigráns pártot hoztak létre, mások belső emigrációba vonultak, olyan német városokba, ahol nem ismerték őket. Például Friedrich Kellner, az SPD mainzi szervezője az oberhesseni Laubachba költözött, ahol – életét kockáztatva – a náci rezsim túlkapásairól megírta híres Naplóját.
1936 és 1939 között sok SPD-tag harcolt a spanyol polgárháborúban Franco ellen.
Miután Németország 1938-ban annektálta Csehszlovákiát, az emigráns párt Párizsba költözött, de a franciák veresége után 1940-ben onnan is menniük kellett. Londonba költöztek.

### A háború után (1946-tól Schröderig)

#### Nyugat-Németországban
Kurt Schumacher, 1946-1952

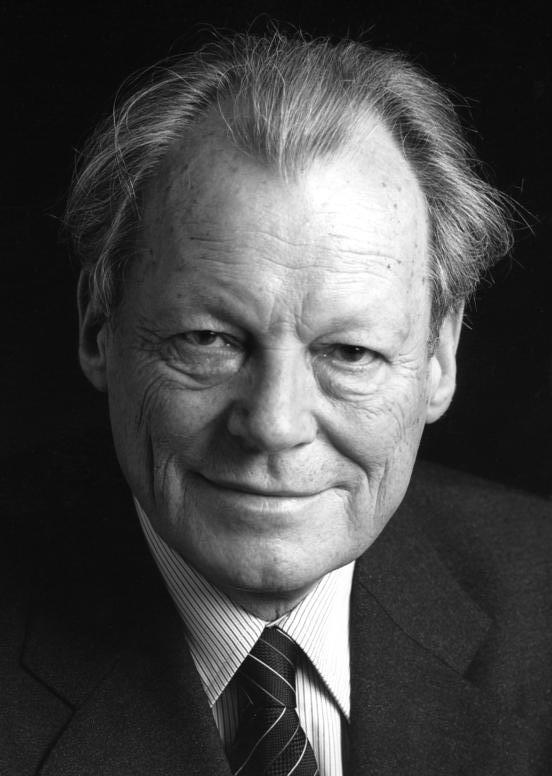
Willy Brandt

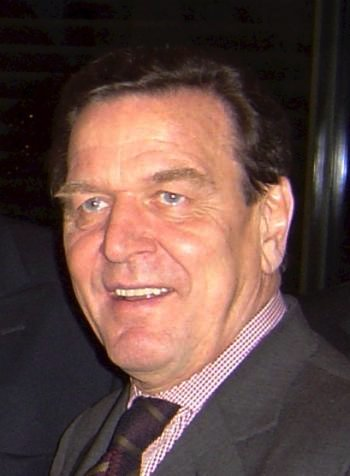
Gerhard Schröder

A második világháború után, 1946-ban az SPD újraalakult Németországban, mind a négy megszállási zónában. A Német Szövetségi Köztársaságban (NSZK) az első szabad választástól, 1949-től 1966-ig az SPD ellenzékben volt.
Az 1959-es godesbergi programban az SPD véglegesen és hivatalosan szakított a marxista elvekkel.
1966-ban a szövetséges Kereszténydemokrata Unió (CDU) és a liberális Szabaddemokrata Párt (FDP) elvesztette parlamenti többségét és a CDU-s Kiesinger kancellár vezetésével CDU-SPD nagykoalíciós kormány alakult.
1969-ben, először 1928 óta, az SPD győzött és az FDP-vel alkotott kormánykoalíciót. Ezt követően az SPD 1982-ig kormányzott, két kancellárt adva az NSZK-nak: Willy Brandtot és Helmut Schmidtet.
Kezdetben az SPD ellenezte Nyugat-Németország 1955-ben indult újrafelfegyverzését és csatlakozását ugyanebben az évben az atlanti katonai szövetséghez, a NATO-hoz, később azonban megbékélt a tagsággal.
1982-ben a Helmut Kohl vezette CDU-FDP koalíció vette át a hatalmat. Kohl egymás után négyszer lett kancellár. 1998-ban azonban vesztett a választáson és az SPD-s Gerhard Schrödernek kellett átadnia a kancellári széket.

#### Kelet-Németországban
A szovjet megszállási zónában, amely később Kelet-Németország lett, az SPD-t arra kényszerítették, hogy 1946-ban egyesüljön Németország Kommunista Pártjával, Német Szocialista Egységpárt (SED) néven. 1989-ben, amikor összeomlott a kommunista rendszer, az SPD-t újraalapították Németországban és később egyesült a nyugat-németországi SPD-vel, amikor az ország újra egyesült.

## Választási eredmények

### Bundestag

Az SPD a német szövetségi parlamentben (2017)

| Választások | Választókerületi szavazatok száma | Pártlistás szavazatok száma | %    | Megszerzett helyek száma | Kormány/Ellenzék?                                                   | Pártelnök               |
| ----------- | --------------------------------- | --------------------------- | ---- | ------------------------ | ------------------------------------------------------------------- | ----------------------- |
| 1949        | nem volt                          | 6 934 975                   | 29,2 | 131 / 402                | Ellenzék                                                            | Kurt Schumacher         |
| 1953        | 8 131 257                         | 7 944 943                   | 28,8 | 162 / 509                | Ellenzék                                                            | Erich Ollenhauer        |
| 1957        | 11 975 400                        | 11 875 339                  | 31,8 | 181 / 519                | Ellenzék                                                            | Erich Ollenhauer        |
| 1961        | 11 672 057                        | 11 427 355                  | 36,2 | 203 / 521                | Ellenzék                                                            | Willy Brandt            |
| 1965        | 12 998 474                        | 12 813 186                  | 39,3 | 217 / 518                | Kormánypárt: Nagykoalíció a CDU/CSU pártokkal.                      | Willy Brandt            |
| 1969        | 14 402 374                        | 14 065 716                  | 42,7 | 237 / 518                | Kormánypárt: Koalíció az FDP párttal.                               | Willy Brandt            |
| 1972        | 18 228 239                        | 17 175 169                  | 45,8 | 242 / 518                | Kormánypárt: Koalíció az FDP párttal.                               | Willy Brandt            |
| 1976        | 16 471 321                        | 16 099 019                  | 42,6 | 224 / 518                | Kormánypárt: Koalíció az FDP párttal.                               | Helmut Schmidt          |
| 1980        | 16 808 861                        | 16 260 677                  | 42,9 | 228 / 519                | Kormánypárt, 1982-ben az FDP kilépett a koalícióból.                | Helmut Schmidt          |
| 1983        | 15 686 033                        | 14 865 807                  | 38.2 | 202 / 520                | Ellenzék                                                            | Hans-Jochen Vogel       |
| 1987        | 14 787 953                        | 14 025 763                  | 37,0 | 193 / 519                | Ellenzék                                                            | Johannes Rau            |
| 1990        | 16 279 980                        | 15 545 366                  | 33,5 | 239 / 662                | Ellenzék                                                            | Oskar Lafontaine        |
| 1994        | 17 966 813                        | 17 140 354                  | 36,4 | 252 / 672                | Ellenzék                                                            | Rudolf Scharping        |
| 1998        | 21 535 893                        | 20 181 269                  | 40,9 | 298 / 669                | Kormánypárt: Koalíció a Zöldekkel.                                  | Gerhard Schröder        |
| 2002        | 20 059 967                        | 18 484 560                  | 38,5 | 251 / 603                | Kormánypárt: Koalíció a Zöldekkel.                                  | Gerhard Schröder        |
| 2005        | 18 129 100                        | 16 194 665                  | 34,2 | 222 / 614                | Kormánypárt: Nagykoalíció CDU/CSU pártokkal                         | Gerhard Schröder        |
| 2009        | 12 077 437                        | 9 988 843                   | 23,0 | 146 / 622                | Ellenzék                                                            | Frank-Walter Steinmeier |
| 2013        | 12 835 933                        | 11 247 283                  | 25,7 | 193 / 630                | Kormánypárt: Nagykoalíció CDU/CSU pártokkal                         | Peer Steinbrück         |
| 2017        | 11 426 613                        | 9 538 367                   | 20,5 | 153 / 709                | Kormánypárt: Nagykoalíció CDU/CSU pártokkal                         | Martin Schulz           |
| 2021        | 12 227 998                        | 11 949 374                  | 25,7 | 206 / 736                | Kormánypárt: koalíció a Zöldekkel (2021–) és az FDP-vel (2021–2024) | Olaf Scholz             |
| 2025        | 9 934 614                         | 8 148 284                   | 16,4 | 120 / 630                | Még nem ismert                                                      | Olaf Scholz             |

### Tartományi parlamentek

Az SPD a német tartományi parlamentekben

| Tartomány                 | Választási év | Szavazatok száma | %    | Megszerzett helyek száma | Kormány/Ellenzék?                                |
| ------------------------- | ------------- | ---------------- | ---- | ------------------------ | ------------------------------------------------ |
| Alsó-Szászország          | 2022          | 1 211 418        | 33,4 | 57 / 146                 | Kormánykoalíció a Zöldekkel                      |
| Baden-Württemberg         | 2021          | 535 462          | 11,0 | 19 / 154                 | Ellenzék                                         |
| Bajorország               | 2023          | 1 140 585        | 8,4  | 17 / 203                 | Ellenzék                                         |
| Berlin                    | 2023          | 278 978          | 18,4 | 34 / 147                 | Kormánykoalíció a CDU-val                        |
| Brandenburg               | 2024          | 463 678          | 30,9 | 32 / 88                  | Kormánykoalíció a BSW-vel                        |
| Bréma                     | 2023          | 376 610          | 29,8 | 27 / 84                  | Kormánypárt: vörös-vörös-zöld koalíció           |
| Észak-Rajna-Vesztfália    | 2022          | 1 905 002        | 26,7 | 56 / 195                 | Ellenzék                                         |
| Hamburg                   | 2025          | 1 463 560        | 33,5 | 45 / 121                 | Kormánykoalíció a Zöldekkel                      |
| Hessen                    | 2023          | 424 487          | 15,1 | 23 / 133                 | Kormánykoalíció a CDU-val                        |
| Mecklenburg-Elő-Pomeránia | 2021          | 361 761          | 39,6 | 34 / 79                  | Kormánykoalíció a Baloldali Párttal              |
| Rajna-vidék-Pfalz         | 2021          | 691 055          | 35,7 | 39 / 101                 | Közlekedésilámpa-koalíció (FDP-vel és Zöldekkel) |
| Saar-vidék                | 2022          | 196 799          | 43,5 | 29 / 51                  | Kormánypárt                                      |
| Szászország               | 2024          | 172 002          | 7,3  | 10 / 119                 | Kormánykoalíció a CDU-val                        |
| Szász-Anhalt              | 2021          | 89 475           | 8,4  | 9 / 97                   | Kormánykoalíció a CDU-val és az FDP-vel          |
| Schleswig-Holstein        | 2022          | 221 536          | 16,0 | 12 / 69                  | Ellenzék                                         |
| Türingia                  | 2024          | 73 088           | 6,1  | 6 / 90                   | Kormánykoalíció a CDU-val és a BSW-vel           |

#### Tartományi választások 2024-ben
Az SPD a 2024. szeptember 1-jei türingiai tartományi választáson 6,1 százalékkal az ötödik helyen végzett, míg a szászországi tartományi választáson a szavazatok 7,3 százalékát kapta, evvel ebben a tartományban is az ötödik helyre került. Közlekedésilámpa-koalíciós párttársaihoz képest még így is az SPD szerezte a legtöbb szavazatot: Zöldek: 3,2% | 5,1%; FDP: 1,1% | 0,9% (Türingia % | Szászország %).

## SPD-politikusok

### Az SPD vezető politikusai azelső világháborúelőtt
- August Bebel
- Wilhelm Liebknecht
- Karl Kautsky
- Eduard Bernstein
- Rosa Luxemburg

### Az SPD elnökei
A császárság és a Weimari köztársaság idején:
- August Bebel és Paul Singer, 1892–1911
- August Bebel és Hugo Haase, 1911–1913
- Friedrich Ebert és Hugo Haase, 1913–1917 (1916-ban Haase elszakadt, hogy az USPD-hez csatlakozzon)
- Friedrich Ebert és Philipp Scheidemann, 1917–1919
- Otto Wels és Hermann Müller, 1919–1931, 1922-ben Arthur Crispien is, mint az újrabeolvadó USPD képviselője
- Otto Wels és Arthur Crispien, 1928–1931
- Otto Wels, Arthur Crispien és Hans Vogel, 1931–1933

A száműzetésben:
- Otto Wels és Hans Vogel, 1933–1939
- Hans Vogel, 1939–1945

A második világháború után:
- Otto Grotewohl, a szovjetek megszállta zóna SPD-elnöke – a párt itt egyesült a KDP-vel és együtt alapították meg a Németország Szocialista Egységpártját (SED)
- Kurt Schumacher, a britek megszállta zóna SPD-elnöke, aki elutasította Grotewohl igényét az egész párt vezetésére

Elnökök Nyugat-Németországban:
- Erich Ollenhauer, 1952–1963
- Willy Brandt, 1964–1987
- Hans-Jochen Vogel, 1987–1991

Az újraalapított kelet-németországi SPD-ben:
- Ibrahim Böhme, 1989–1990
- Markus Meckel, 1990, októberben egyesültek a nyugati SPD-vel

A német újraegyesítés óta:
- Hans-Jochen Vogel, 1990–1991
- Björn Engholm, 1991–1993
- Rudolf Scharping, 1993–1995
- Oskar Lafontaine, 1995–1999
- Gerhard Schröder, 1999–2004
- Franz Müntefering, 2004–2005
- Matthias Platzeck, 2005–2006
- Kurt Beck, 2006–2008
- Franz Müntefering, 2008–2009
- Sigmar Gabriel, 2009–2017
- Martin Schulz, 2017–2018
- Olaf Scholz, 2018 (ideiglenesen)
- Andrea Nahles, 2018–2019
- Saskia Esken és Norbert Walter-Borjans, 2019–2021
- Saskia Esken és Lars Klingbeil, 2021–2025
- Bärbel Bas és Lars Klingbeil, 2025–

### SPD-s német kancellárok
- Friedrich Ebert 1918
- Philipp Scheidemann 1919
- Gustav Bauer 1919-1920
- Hermann Müller 1920 és 1928-1930
- Willy Brandt 1969-1974
- Helmut Schmidt 1974-1982
- Gerhard Schröder 1998-2005
- Olaf Scholz 2021-2025

### SPD-s német elnökök
- Friedrich Ebert 1919-1925
- Gustav Heinemann 1969-1974
- Johannes Rau 1999-2004
- Frank-Walter Steinmeier 2017-

A második világháború utáni német alkotmány szerint az elnök nem lehet párttag, amíg hivatalát viseli, hiszen pártatlannak kell lennie.